# Cybalomia senekai
Cybalomia senekai là một loài bướm đêm trong họ Crambidae.